# Ramy Youssef
Ramy Youssef (arab. رامي يوسف, ur. 26 marca 1991 w Nowym Jorku) – amerykański stand-uper, aktor i scenarzysta. Laureat Złotego Globu w kategorii Najlepszy aktor w serialu komediowym lub musicalu oraz Peabody Award za serial Ramy.

## Życiorys
Przyszedł na świat w Queens, dzielnicy Nowego Jorku jako syn pary egipskich emigrantów, a następnie wychowywany był New Jersey. Jego ojciec 10 lat po emigracji został menadżerem w nowojorskim Hotelu Plaza. Wychowywany w tradycjach muzułmańskich Youseff trafił do Rutherfold Hgh School, a następnie studiował nauki polityczne i ekonomię na Uniwersytecie Rutgersa w Newark. Przed ukończeniem studiów wyjechał jednak, by zapisać się do William Esper Studio.
Jako aktor zadebiutował jedną z głównych ról w serialu See Dad Run. Doświadczenie nabyte przy obserwacji pracy scenarzystów wpłynęło na Youssefa przy realizacji własnej produkcji. Jego serial telewizyjny Ramy zadebiutował na platformie Hulu 19 kwietnia 2019 roku. Youssef zagrał w nim tytułowego bohatera - młodego Amerykanina o egipskich korzeniach, należącego do pierwszego pokolenia rodziny urodzonego poza ojczyzną.